# Tetrix
Tetrix – rodzaj owadów prostoskrzydłych z rodziny skakunowatych (Tetrigidae), dla której jest typem nomenklatorycznym. Obejmuje ponad 140 gatunków występujących na wszystkich kontynentach (poza Antarktydą), głównie na półkuli północnej. Gatunkiem typowym rodzaju jest Tetrix subulata.
Na obszarze Polski rodzaj jest reprezentowany przez:
- Tetrix bipunctata
- T. ceperoi jarockii – wykazany jako Tetrix jarockii
- Tetrix fuliginosa
- Tetrix subulata – skakun szydłówka
- Tetrix tenuicornis
- T. tuerki wagai – wykazany jako Tetrix wagai – skakun Wagi
- Tetrix undulata.